# Harold Davenport
Harold Davenport FRS (Huncoat (vlak bij Accrington, Lancashire, 30 oktober 1907  – Cambridge, 9 juni 1969) was een Brits wiskundige, die bekendstaat voor zijn uitgebreide werk op het gebied van de getaltheorie.
De Britse wiskundigen Alan Baker en John Conway schreven hun proefschrift onder begeleiding van Davenport.